# Accident de parcours
Pour plus de détails, voir Fiche technique et Distribution.
Accident de parcours est un téléfilm français réalisé par Patrick Volson et diffusé pour la première fois le 28 septembre 2011 sur France 2.

## Synopsis
Une voiture fauche un enfant qui attend le bus scolaire. Le chauffard s'enfuit. Étant journaliste, il doit couvrir le fait divers dont il est à l'origine. L'histoire n'est pas si simple et les apparences trompeuses. Alors que les soupçons s'orientent peu à peu vers lui, il cherche à découvrir ce qui s'est réellement passé le matin du drame.

## Fiche technique
- Réalisation : Patrick Volson
- Scénario : Alain Le Henry [1] d'après le roman Accident de parcours de Jean Cavé[2] aux éditions Plon, Roman noir, 2009.
- Production :
  - Producteur : Sandra d'Aboville
  - Producteurs exécutifs associés : Yannick Labaye et Elyane Legrand
- Musique du film : Éric Neveux
- Directeur de la photographie : Aleksander Kaufmann
- Montage : Bertrand Servant
- Distribution des rôles : Joël Garrigou et Françoise Menidrey
- Création des décors : Solange Zeitoun
- Création des costumes : Patricia Saalburg
- Coordinateur des cascades : Patrick Ronchin
- Société(s) de production : France 2, France Télévisions et TV5 Monde
- Genre : Film dramatique[1]
- Pays :  France
- Durée : 90 minutes[1]
- Date de diffusion : 28 septembre 2011 sur France 2

## Distribution
- Patrick Dell'Isola : Emmanuel Jauffrey
- Caroline Proust : Alice Lacamp
- Isabelle Gélinas : Catherine Jauffrey
- Pascal Elso : Bornaire
- Thibault de Montalembert : Commissaire Lambert
- Quentin Baillot : Verkamp
- Franck Beckmann : Chef d'atelier
- Isaure de Grandcourt : Inès
- Joël Pyrène : Frère RUAULT 2